# 金井山城
金井山城（：／ Geumjeongsanseong */?）是韓國最大的山城，位於釜山廣域市的金井山上，1971年被指定為大韓民國史蹟第215號。文獻上對其並無明確記載，據推測應建於三國時代。山城佔地8.2平方公里，本由東西南北四個門與週長17,000多米的城郭構成，現只剩東西兩道門與4千米的城墻。
金井山城另有4座望樓。其中第一望樓在2002年鹿莎颱風侵襲時損毀。